# Christopher Zöchling

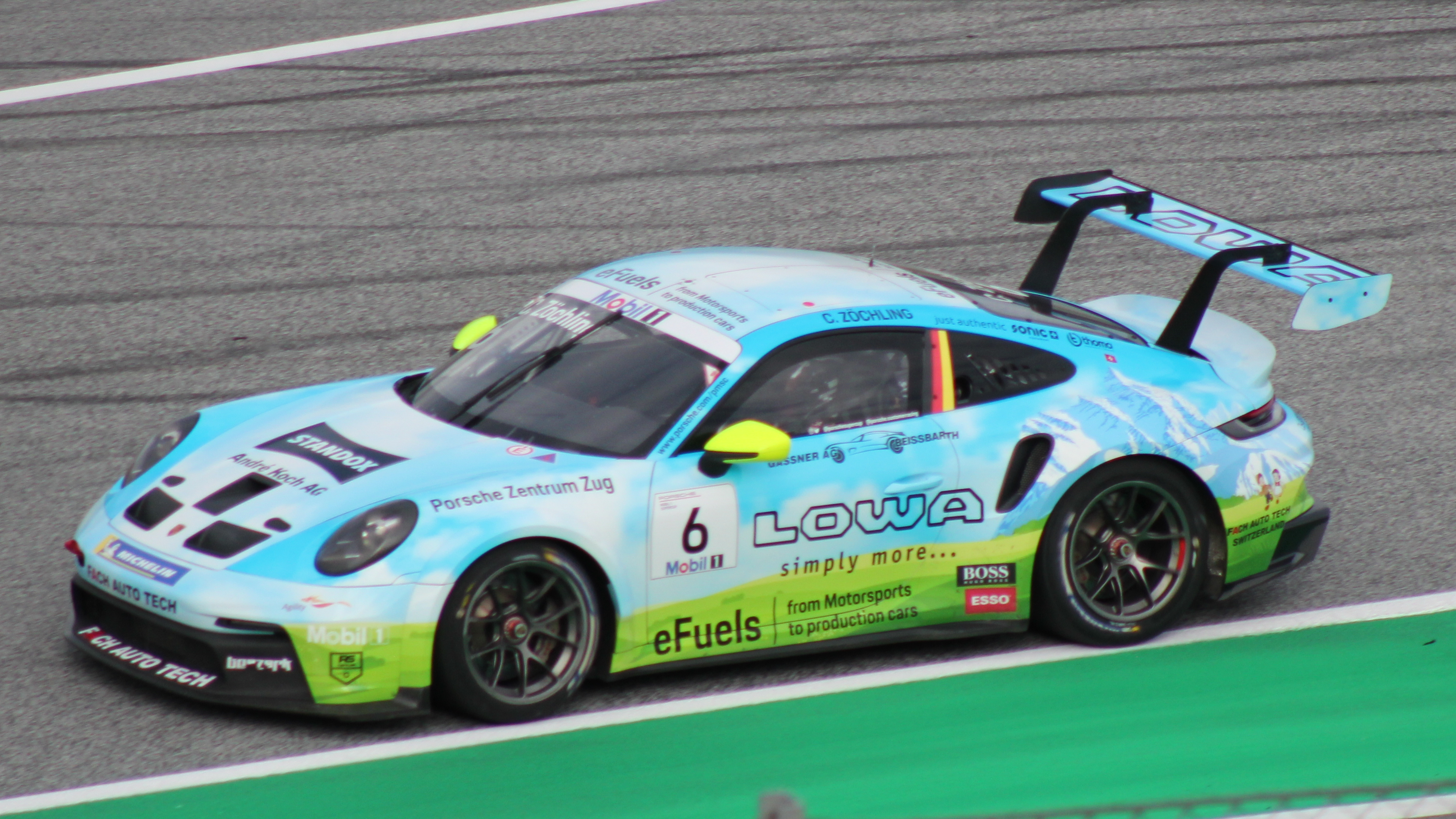
Christopher Zöchling 2021 beim Porsche Supercup auf dem Red Bull Ring

Christopher Zöchling (* 26. Februar 1988) ist ein österreichischer Automobilrennfahrer.

## Karriere
Christopher Zöchling fuhr zu Beginn seiner Motorsportlaufbahn 2002 und 2003 in deutschen Kartserien. Danach wechselte er in den Formelsport und trat 2005 in der Formel Renault 2.0 Deutschland und 2006 in der Asian Formula Renault Challenge an.
2009 startete er in der in Asien ausgetragenen Speedcar Series und belegte zum Saisonende den achten Platz. Im folgenden Jahr kehrte er nach Europa zurück und ging von 2010 bis 2013 und nochmals 2015 und 2016 in der VLN Langstreckenmeisterschaft Nürburgring an den Start. Dort fuhr er bis 2013 für das Team Car Collection mit einem Porsche 911 GT3 Cup und 2015 für Phoenix Racing mit einem Audi R8 LMS ultra. 2016 trat er mit Konrad Motorsport auf einem Lamborghini Huracán GT3 an.
Zöchling fuhr viele Jahre in Markenpokalen. Von 2013 bis 2015 und nochmals 2017 und 2021 startete er im Porsche Carrera Cup Deutschland. Dort erzielte er 2017 mit dem vierten Rang sein bestes Gesamtergebnis.
Im Porsche Supercup trat er 2014, 2015, 2018 und 2020 an. In der Serie erreichte er 2015 mit dem sechsten Gesamtplatz sein bestes Ergebnis und gewann einen Lauf.
2016 und 2017 fuhr er mit dem Team Konrad Motorsport in Lamborghini-Markenpokalen und wurde 2017 in der Lamborghini Super Trofeo Europe Fünfter in der Pro-Wertung. Parallel startete er mit dem Team in den beiden Jahren bei vereinzelten Rennen im Blancpain GT Series Endurance Cup und in der Blancpain GT Series.
In der Saison 2018 trat er zusammen mit Jens Klingmann auf einem BMW M6 GT3 für das Team MRS GT-Racing in der ADAC GT Masters an. In der Gesamtwertung belegten beide Fahrer zum Saisonende den 27. Rang.
Zöchling bestritt in seiner Laufbahn beginnend ab 2008 mehrere Langstreckenrennen. Er fuhr regelmäßig in der 24H Series und wurde 2017 mit MSG Motorsport Vierter in der 991-Wertung. Beim 24-Stunden-Rennen auf dem Nürburgring ging er 2012, 2013 und 2016 an den Start. Dort erreichte er 2016 mit Konrad Motorsport einen fünften Platz in der SP9 GT3-Wertung.
Sein bestes Langstrecken-Ergebnis erzielte er 2019 beim 24-Stunden-Rennen von Dubai. Dort wurde er auf einem Porsche 911 GT3 Cup (Typ 991 II) des Teams MRS GT-Racing Zweiter in der 991-Wertung.